# Geographischer Mittelpunkt Schleswig-Holsteins
Koordinaten: 54° 11′ 8″ N, 9° 49′ 20″ O

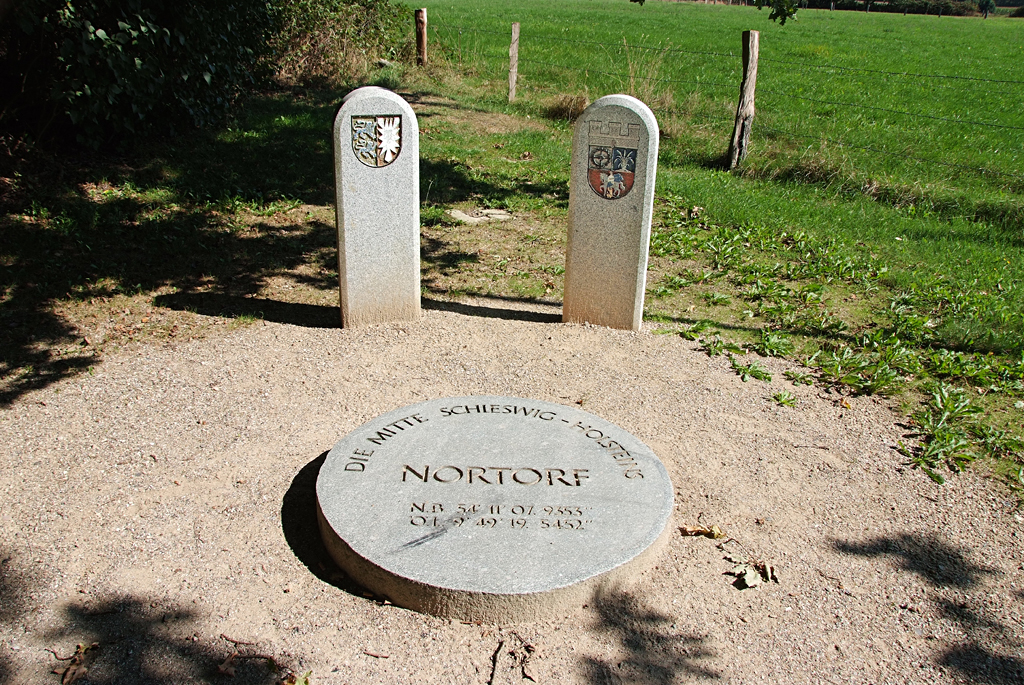
Markierung der „Mitte Schleswig-Holsteins“

Als geographischer Mittelpunkt Schleswig-Holsteins wurde ein Punkt im Ortsteil Thienbüttel der Stadt Nortorf im Kreis Rendsburg-Eckernförde bestimmt und im Jahr 2001 gekennzeichnet. Seine Position ist 54 Grad, 11 Minuten und 7,9353 Sekunden Nördliche Breite, 9 Grad, 49 Minuten und 19,5452 Sekunden Östliche Länge.
Der Punkt wurde auf Initiative des NDR vom damaligen Landesvermessungsamt errechnet. Schleswig-Holstein wurde dafür in mehr als 30.000 „planerische Dreiecke“ eingeteilt, die per Computer ausgewertet wurden. Der Mittelpunkt befindet sich an der Straße zwischen Nortorf und Brammer, rund einen Kilometer hinter dem Nortorfer Ortsschild in Richtung Brammer auf der rechten Straßenseite. Am 18. Mai 2001 enthüllte Nortorfs Bürgermeister Hans-Helmut Köppe den  Mittelpunkt, der jetzt mit einem Mühlstein mit der Aufschrift „Die Mitte Schleswig-Holsteins“ gekennzeichnet ist. Neben dem Mühlstein stehen zwei Säulen, die das Wappen der Stadt Nortorf und des Landes Schleswig-Holstein tragen, sowie ein Fahnenmast und Sitzbänke.